# L'Empereur Meiji et la Guerre russo-japonaise
Pour plus de détails, voir Fiche technique et Distribution.
L'Empereur Meiji et la Guerre russo-japonaise (明治天皇と日露大戦争, Meiji tennō to nichiro daisenso) est un film japonais réalisé par Kunio Watanabe, sorti en 1957.

## Synopsis
Le film retrace l'histoire de la guerre russo-japonaise (1904-1905).

## Fiche technique
- Titre : L'Empereur Meiji et la Guerre russo-japonaise[1]
- Titre original : 明治天皇と日露大戦争 (Meiji tennō to nichiro daisenso?)
- Réalisation : Kunio Watanabe
- Scénario : Kennosuke Tateoka, Mitsugi Ōkura (ja) et Kunio Watanabe
- Musique : Seiichi Suzuki
- Photographie : Takashi Watanabe
- Société de production : Shintōhō
- Pays de production :  Japon
- Format : couleur — 2,35:1 — 35 mm — son mono
- Genres : Drame, film historique, film de guerre
- Durée : 113 minutes[2] (métrage : treize bobines - 3 094 m[2])
- Dates de sortie : 
  - Japon : 29 avril 1957[2]

## Distribution
- Kanjūrō Arashi : l'empereur Meiji
- Kusuo Abe (ja) : Itō Hirobumi
- Minoru Takada : Yamagata Aritomo

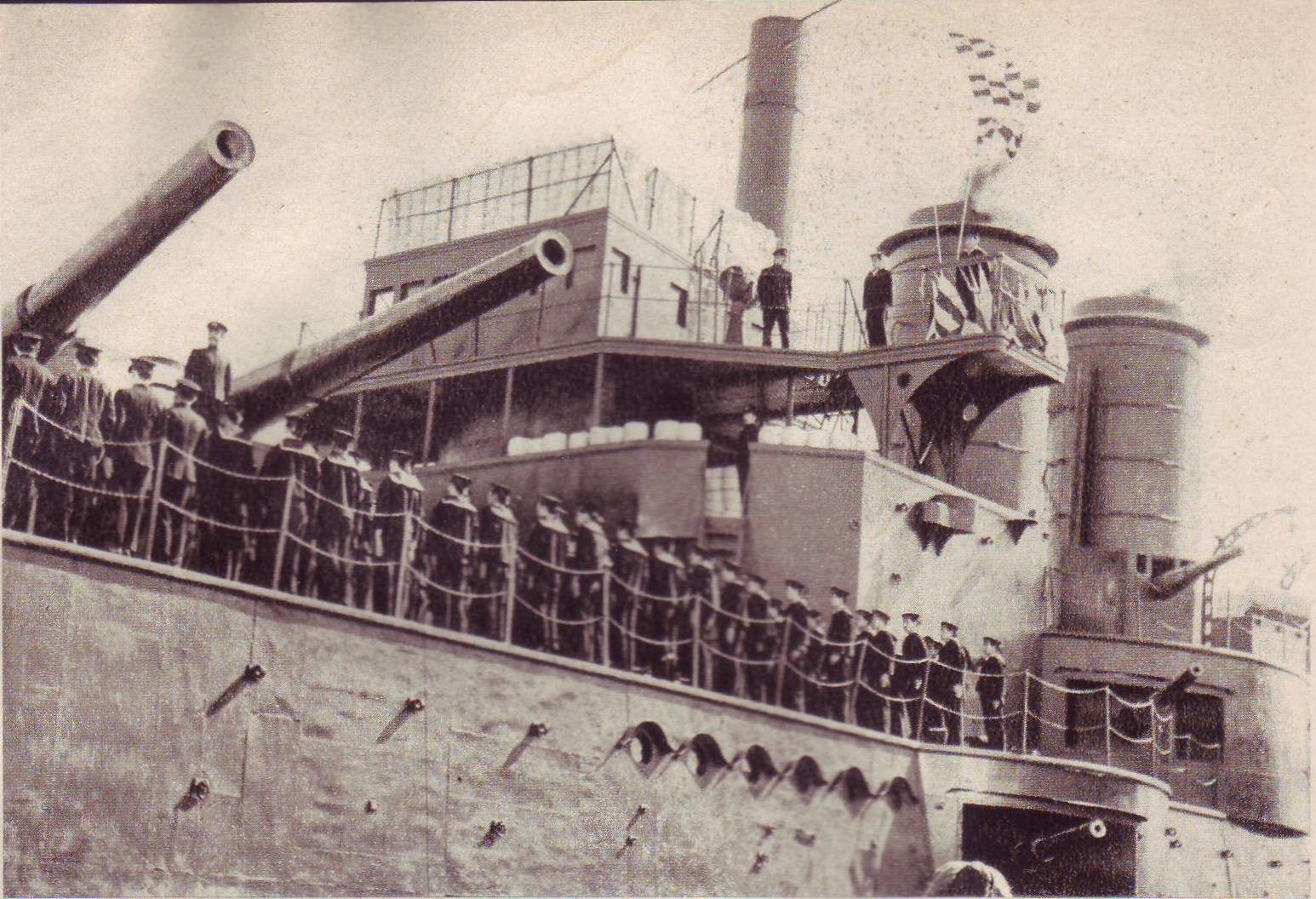
Le cuirassé Mikasa dans le film.

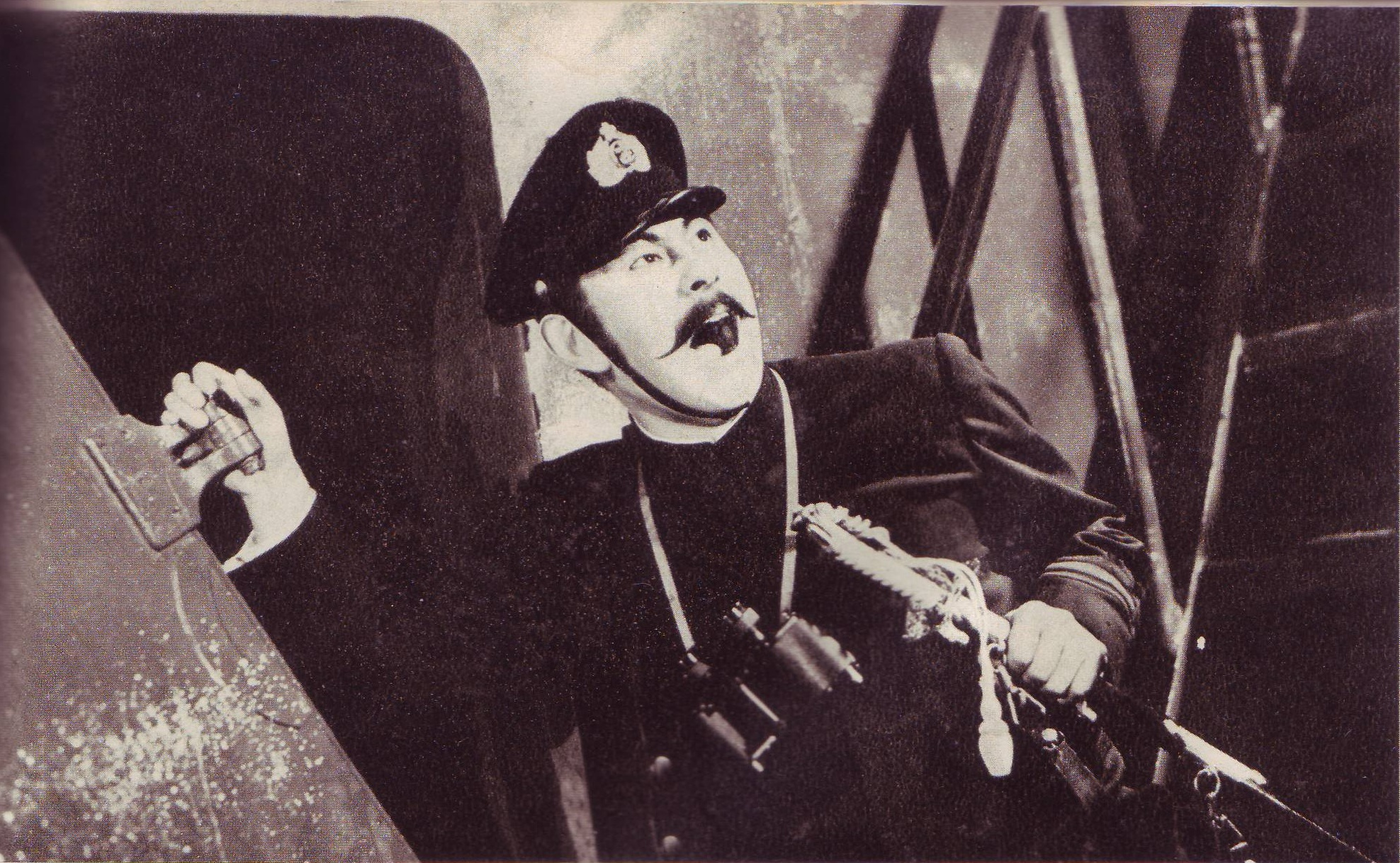
Ken Utsui dans le rôle de Takeo Hirose.

- Shin Takemura : Matsukata Masayoshi
- Susumu Fujita : Inoue Kaoru
- Yōji Misaki : Katsura Tarō
- Ureo Egawa : Yamamoto Gonnohyōe
- Jack Altenbay : Rosestwensky, l'amiral de la flotte de la Baltique
- Hiroshi Hayashi : Nogi Maresuke
- Sabel Jameel : Anatoly Mikhaylovich Stessel
- Satoshi Komori : le lieutenant-général Kataoka
- Tadao Takashima : Nogi Yasusuke
- Ken Utsui : Takeo Hirose
- Yōichi Numata : Ijūin Gorō
- Tetsurō Tanba : Shimamura Hayao
- Tomisaburō Wakayama : Tachibana Shūta

## Box-office
Le film est un des premiers blockbusters japonais et est devenu à sa sortie le plus gros succès en salles de l'archipel avec plus de 20 millions d'entrées.